# Linnaea borealis
Linnaea borealis, jedina vrsta u rodu Linnaea iz porodice kozokrvnica.
Linnaea borealis je zimzeleni, puzavi grm iz porodice Caprifoliaceae, porijeklom iz vlažnih borovih područja ili hladnih močvara u sjevernim regijama obiju hemisfera. Ime je dobio po uparenim, klimajućim, zvonastim bijelim ili ružičastim cvjetovima koji se nalaze iznad malih, okruglih listova.
Mirisni cvjetovi imaju pet zelenih sepala, pet latica i četiri prašnika u dva para različite duljine. Sorta americana ima više cjevaste cvjetove, a sorta longiflora ima veće listove i vjenčić.

## Vanjske poveznice
|  | Zajednički poslužitelj ima još gradiva o temi Linnaea borealis |
|  | Wikivrste imaju podatke o taksonu Linnaea borealis             |

- L. borealis, Graubünden.
- L. borealis, Turtle River Provincial Park, Ontario
- L. borealis
- L. borealis